# Nostro и Vostro
Nostro и vostro (от итальянских nostro и vostro; буквально «наш» и «ваш») — бухгалтерские термины, используемые для того, чтобы отличать счёт, принадлежащий другому субъекту от счёта, принадлежащего этому субъекту. В качестве субъектов обычно выступают банки.
Термины «ностро» и «востро» используются в основном банками, когда один банк хранит деньги в другом банке (на корреспондентском счёте, который часто называют счётом «ностро» или «востро»). Оба банка должны вести учёт того, сколько денег хранится в одном банке от имени другого. Чтобы различать два набора записей об одном и том же балансе и наборе транзакций, банки называют эти счета «ностро» и «востро». С точки зрения банка, чьи деньги хранятся в другом банке:
- Nostro — это наш счёт с нашими деньгами (в какой бы стране вы ни находились), который ведёт другой банк или «иностранный банк».
- Vostro — это наш счёт в другом банке / «иностранном банке», на котором хранятся деньги нас (банка вашей страны)
- Востро счёт — это запись о деньгах, которые банк хранит или которые банк должен третьей стороне (физическому лицу, компании или банку).

Ностро-счёт — это способ отслеживания того, какая часть денег банка находится на счёте в другом банке. Это похоже на то, как человек ведёт подробный учёт всех платежей, поступающих на его банковский счёт и с него, чтобы знать баланс в любой момент времени.

## Понятия
При обычном использовании:
Ностро-счёт — это счёт в иностранной валюте (учёт средств, хранящихся в банке в другой стране, в валюте этой страны), то есть банк в стране А ведёт учёт средств, хранящихся в банке в стране Б, в валюте страны Б.
Востро-счёт — это счёт в местной валюте банка, в котором хранятся деньги, то есть это учётная запись банка в стране B о деньгах, которые банк из страны A хранит в нём.
В отношении этих счетов местный банк выступает в качестве хранителя или управляющего счетами иностранного контрагента. Эти счета используются для упрощения расчётов по валютным и иностранным сделкам.
Банк-клиент решает открыть счет в другом банке-посреднике. Банк-посредник будет помогать банку-клиенту осуществлять платежи в валюте своей страны, обычно используя свой собственный доступ к первичным клиринговым соглашениям (обычно с центральным банком страны, где валюта считается местной). В некоторых случаях банк-посредник может не быть основным участником клиринга, но у него будет возможность осуществлять платежи в местной валюте, возможно, через другой банк в той же стране.

## Loro
Существует также понятие лоро-счёта («их» счёта), который представляет собой запись о счёте, открытом вторым банком от имени третьей стороны, то есть моя запись о их счёте у вас. На практике это используется редко, за исключением случаев сложного синдицированного финансирования.
Лоро — это наш счёт с их деньгами, который вы ведёте.

## Бухгалтерский учёт
Банк учитывает счёт ностро с дебетовым остатком в качестве денежного актива в своем балансовом отчете. И наоборот, счет vostro с кредитным балансом (то есть Депозитом) является обязательством, а счет vostro с дебетовым балансом (кредитом) является активом. Таким образом, во многих банках запись по кредиту на счете («CR») рассматривается как отрицательное движение, а по дебету («DR») — положительное, что противоречит обычным правилам коммерческого учета.
С появлением компьютеризированного бухгалтерского учета nostro и vostros просто должны иметь противоположные знаки в системе бухгалтерского учета любого банка; то есть, если nostro в кредите имеет положительный знак, то vostro в кредите должен иметь отрицательный знак. Это позволяет провести сверку путем суммирования всех счетов до нуля (пробный баланс) — основная предпосылка двойной бухгалтерии.

## Типичное использование
Счета Nostro в основном используются для валютных расчетов, когда банку или другому финансовому учреждению необходимо хранить остатки в валюте, отличной от его домашней учетной единицы.
Например: Первый национальный банк A совершает некоторые транзакции (кредиты, обмен валюты и т. д.) В долларах США, но банки в A будут обрабатывать платежи только в австралийских долларах. Итак, ФНБ A открывает счет в долларах США в иностранном банке Credit Mutuel de B и инструктирует всех контрагентов производить расчеты в долларах США по «счету № 123456 на имя FNBA, в CMB, в отделении X». FNBA ведет свои собственные записи об этой учетной записи для сверки; это его учетная запись nostro. Запись CMB об одной и той же учетной записи — это учетная запись vostro.
Если у C нет счета непосредственно в банке-корреспонденте FNBA, средства могут быть переведены в банковской системе страны B чеком или какой-либо формой электронного перевода средств (EFT). В этом случае CMB будет вносить записи на несколько других счетов, таких как счет получателя от кассира или расчетный счет в третьем банке, владеющем счетом C.